# 西里爾·傑克遜
西里爾·傑克遜（英語：Cyril Jackson；1903年12月5日—1988年2月）是一位南非天文學家，因發現72顆小行星和多顆彗星而聞名。

## 生平
西里爾·傑克遜出生於英國約克郡奧塞特（Ossett）；父親於1911年移居南非。西里爾·傑克遜就讀在威特沃特斯蘭德大學。
1928年至1947年，他在約翰尼斯堡聯合天文台（IAU代碼078，以前稱為德蘭士瓦天文台，後來稱為共和天文台）工作。
他在第二次世界大戰中曾在南非軍隊服役。
戰後，他擔任約翰內斯堡耶魯-哥倫比亞南方天文台（YCSO）站長（IAU代碼077），該站由耶魯大學於1920年代建立。哥倫比亞大學隨後參與了該計畫，被稱為耶魯-哥倫比亞南方天文台（YCSO，Inc.於1962年正式成立）。
由於光污染，耶魯-哥倫比亞南方天文台於1951年關閉，他監督將儀器（一台26英寸折射望遠鏡）搬遷至澳大利亞斯壯羅山天文台（IAU代碼414）。這架耶魯-哥倫比亞望遠鏡於1963年7月贈送給澳洲國立大學。
西里爾·傑克森於1957年至1963年在斯壯羅山天文台工作。他發現了許多彗星，包括週期彗星47p / 阿什布魯克- 傑克遜彗星和傑克遜-諾伊明彗星。他在聯合天文台職業生涯還發現72顆小行星。

## 榮譽
小行星2193以西里爾·傑克森來命名。